# Hermalle-sous-Argenteau
Hermalle-sous-Argenteau (Nederlands: Hermal, Waals: Hermåle-dizo-Årdjetea) is een plaats en deelgemeente in de Belgische provincie Luik. Hermalle-sous-Argenteau maakt sinds de grote gemeentelijke herindeling van 1977 deel uit van de gemeente Oupeye.

## Geschiedenis
In de 17e en 18e eeuw vomde het samen met Argenteau (Erkentiel) aan de overzijde van de Maas een der redemptiedorpen; het behoorde tot 1795 de Republiek der Zeven Verenigde Nederlanden toe.

## Demografische ontwikkeling
- Bronnen:NIS, Opm:1831 tot en met 1970=volkstellingen, 1976= inwoneraantal op 31 december

## Bezienswaardigheden
- Sint-Lambertuskerk
- Onze-Lieve-Vrouw-van-Bijstandkapel in de buurtschap Devant-le-Pont

## Cultuur
Een belangrijk feest in Hermalle is de Cramignon, een reidans die in de hele Basse-Meuse (tussen Luik en Maastricht) gedanst en gevierd wordt. De comités van de Rode en Blauwe jonkheden en harmonieën proberen elk zoveel mogelijk koppels te laten deelnemen aan hun cramignon, die worden gehouden op de maandag en dinsdag na de laatste zondag in augustus. Overdag is er een defilé van de deelnemende koppels en 's avonds vindt de eigenlijke reidans plaats en proberen de beide harmonieën elkaar uit de maat te blazen. Elk jaar nemen er per dag in totaal zo'n 350 koppels deel aan de cramignons. Op de rotonde centraal in het dorp staat een monument dat de cramignon afbeeldt.

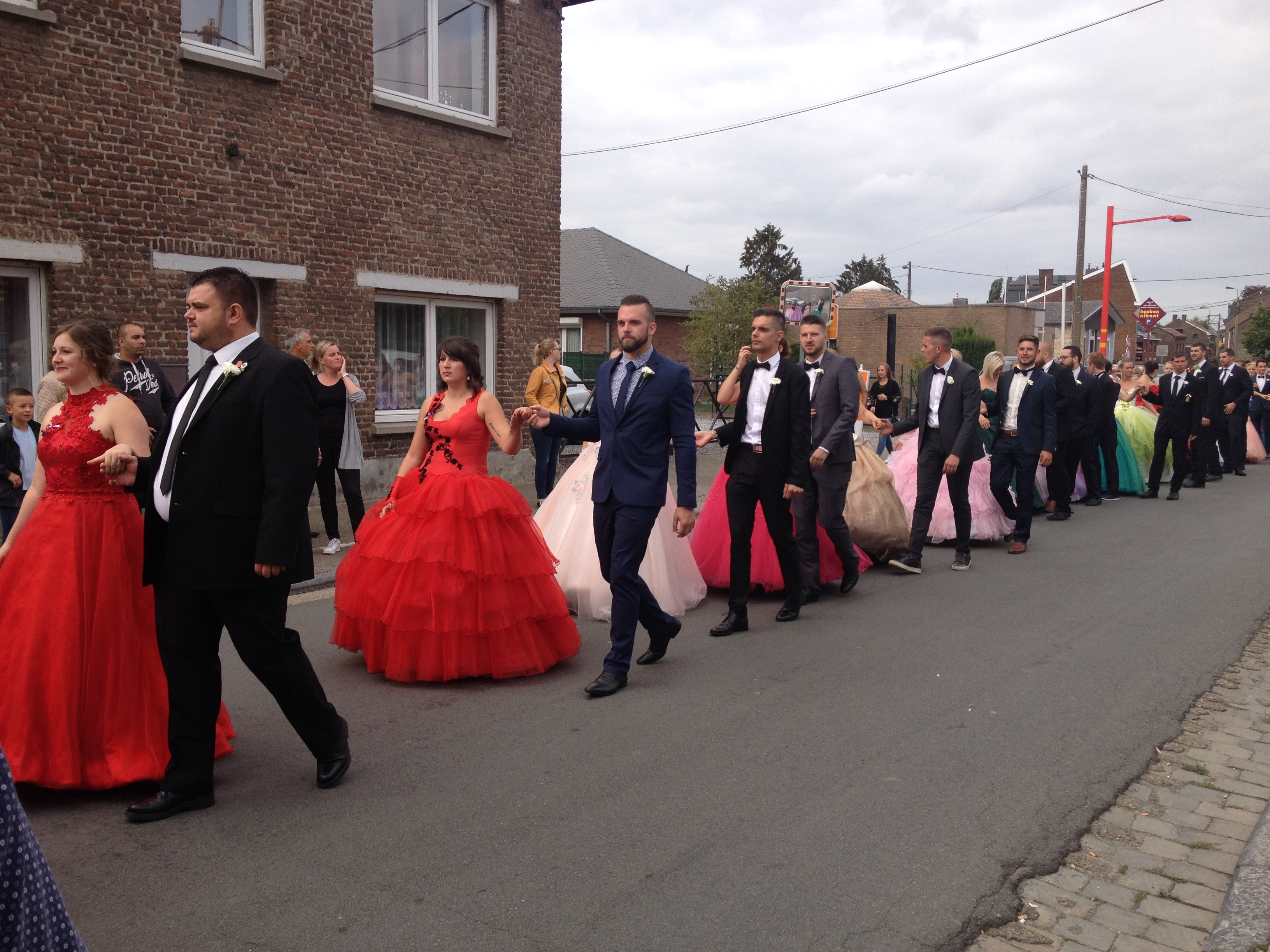
Defilé van de Jeunesse les Bleus
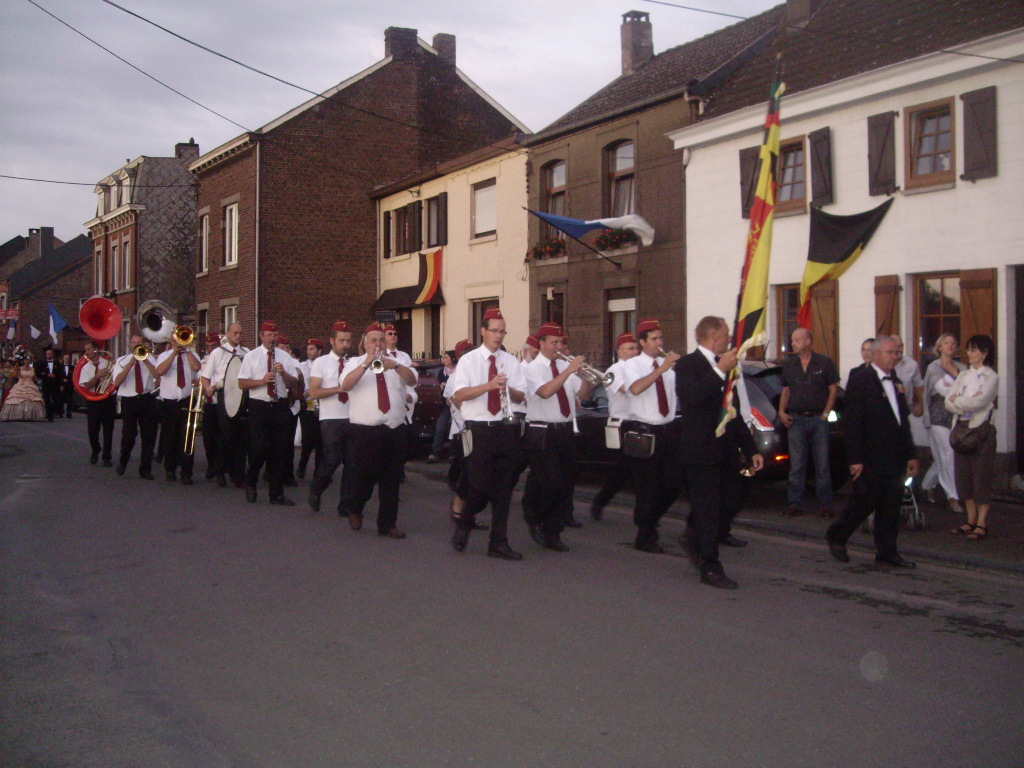
De Rode harmonie van Les Rouges
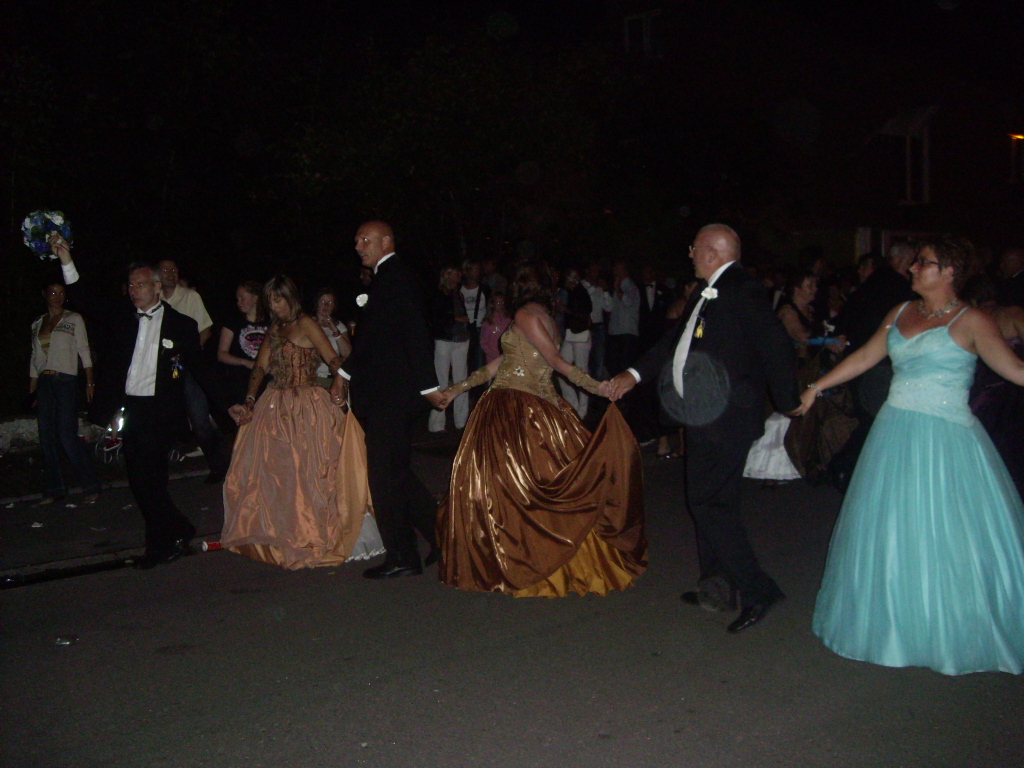
De capitaine gaat met een boeket voorop in de cramignon
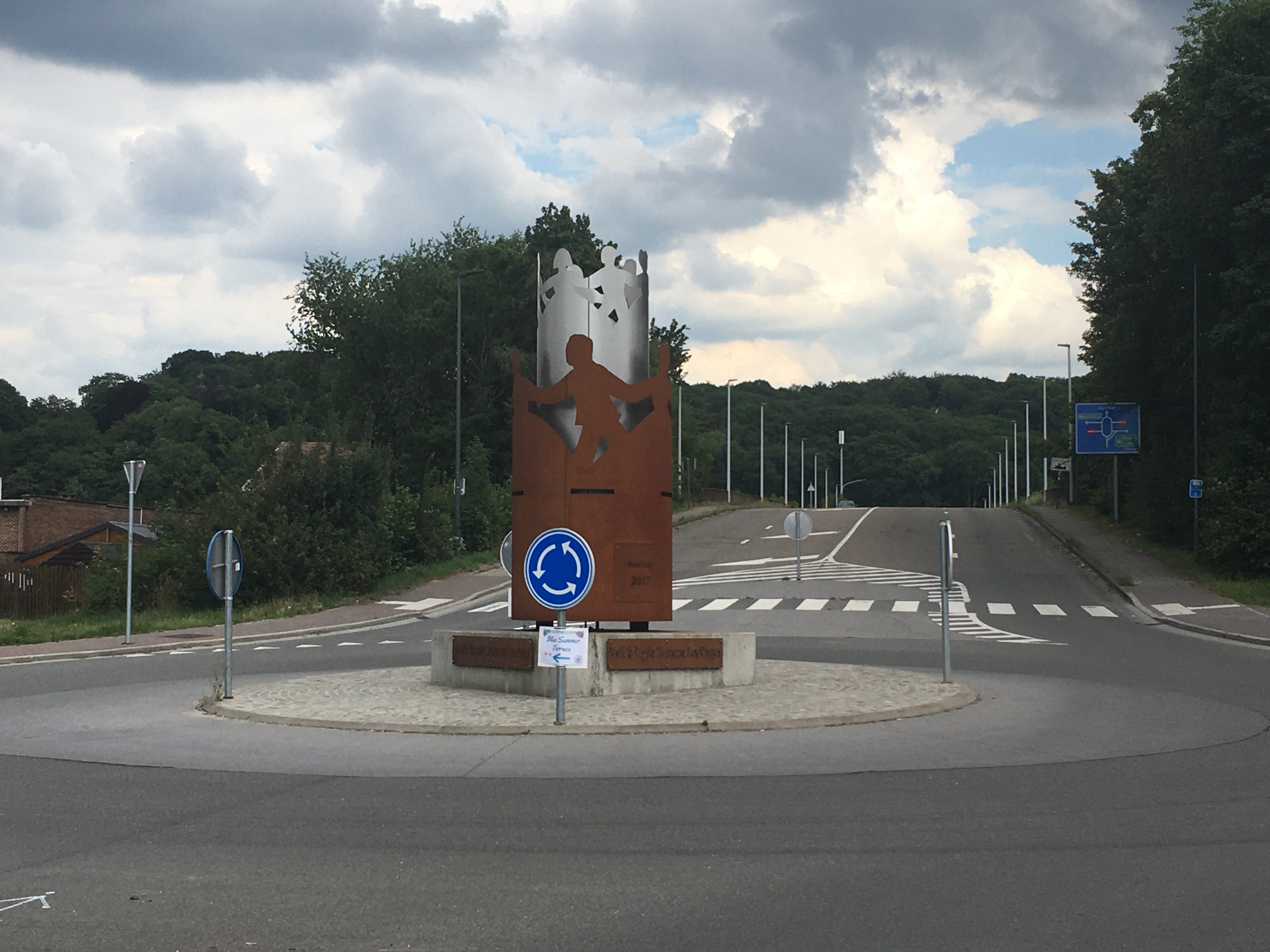
Cramignonmonument op de rotonde voor de Maasbrug

## Geografie
Hermalle-sous-Argenteau ligt op een langgerekt schiereiland (Chertal) tussen Maas en Albertkanaal. Via de Maasbrug kan de autosnelweg A25 (E25) bereikt worden en het kanaal kan overgestoken worden via de brug van Hermalle. Ten noorden van Hermalle ligt Devant-le-Pont, een buurtschap van Wezet, maar waarvan het zuidelijke deel bij Hermalle hoort. Hier ligt onder andere het ziekenhuis van Hermalle, de villa Dossin en enkele kapellen.

### Natuur en landschap
Vooral ten zuiden van de kom bevindt zich metaalindustrie. Le Hemlot, een oude Maasarm ten zuiden van de kom, is een natuurgebied. Een ander natuurgebied is La gravière Brock, tussen de dorpskern en het kanaal.

## Economie
In 1963 werd door Espérance-Longdoz, ten zuiden van Hermalle, een staalfabriek annex walserij opgericht. Deze kreeg in de loop der jaren steeds andere eigenaars, in 2006 kwam hij aan ArcelorMittal, welke in 2011 de staalproductie stopzette. Ten noorden van Hermalle aan het Albertkanaal ligt het havengebied Trilogiport, dat sinds 2015 via de Pont de l'Euregio (over de Maas) verbonden is met de autosnelweg.
In de buurtschap Devant-le-Pont tegen de grens met Wezet ligt de Clinique CHC Hermalle, voorheen bekend als Clinique Notre-Dame Hermalle.

## Galerij

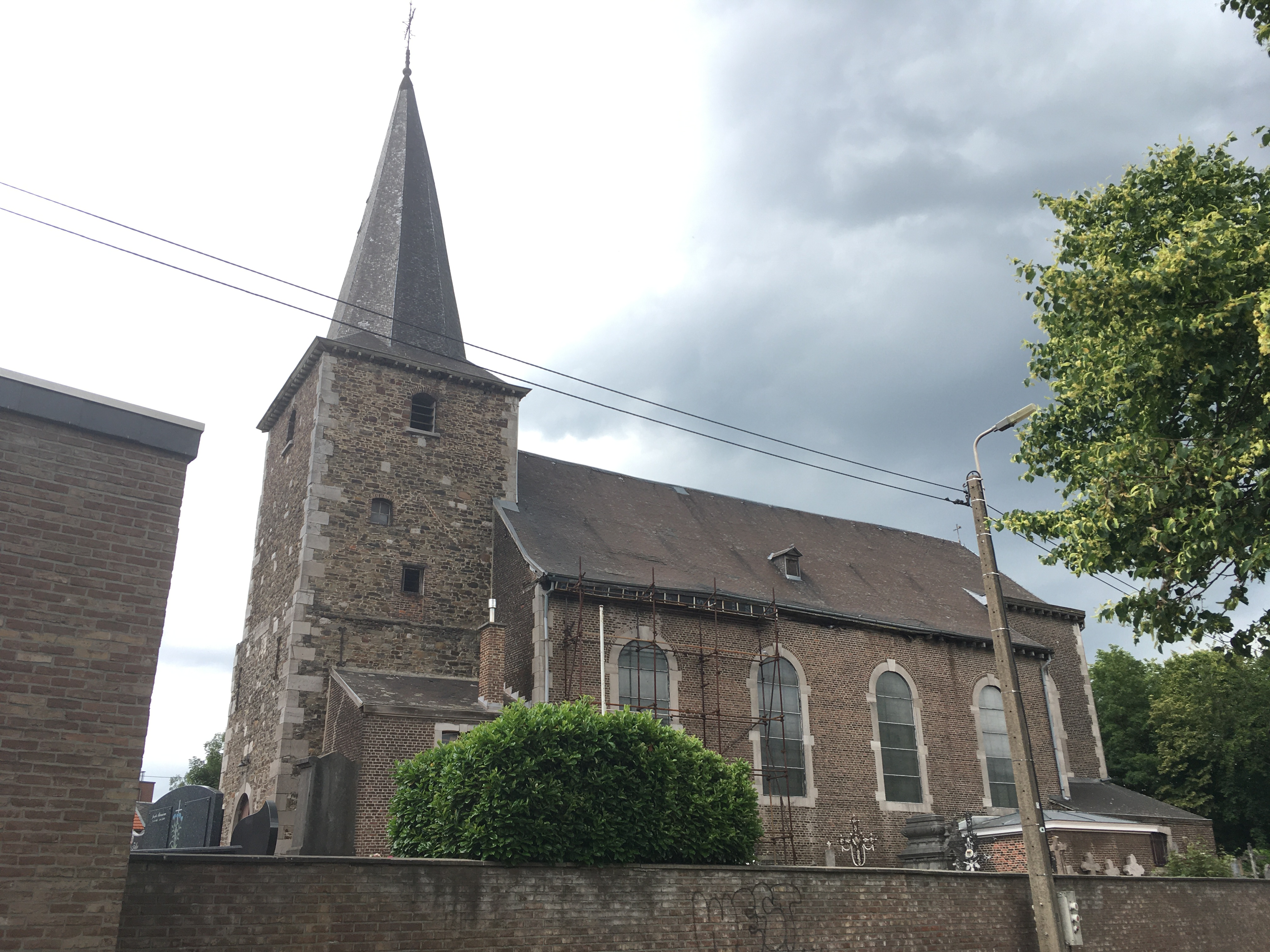
Sint-Lambertuskerk
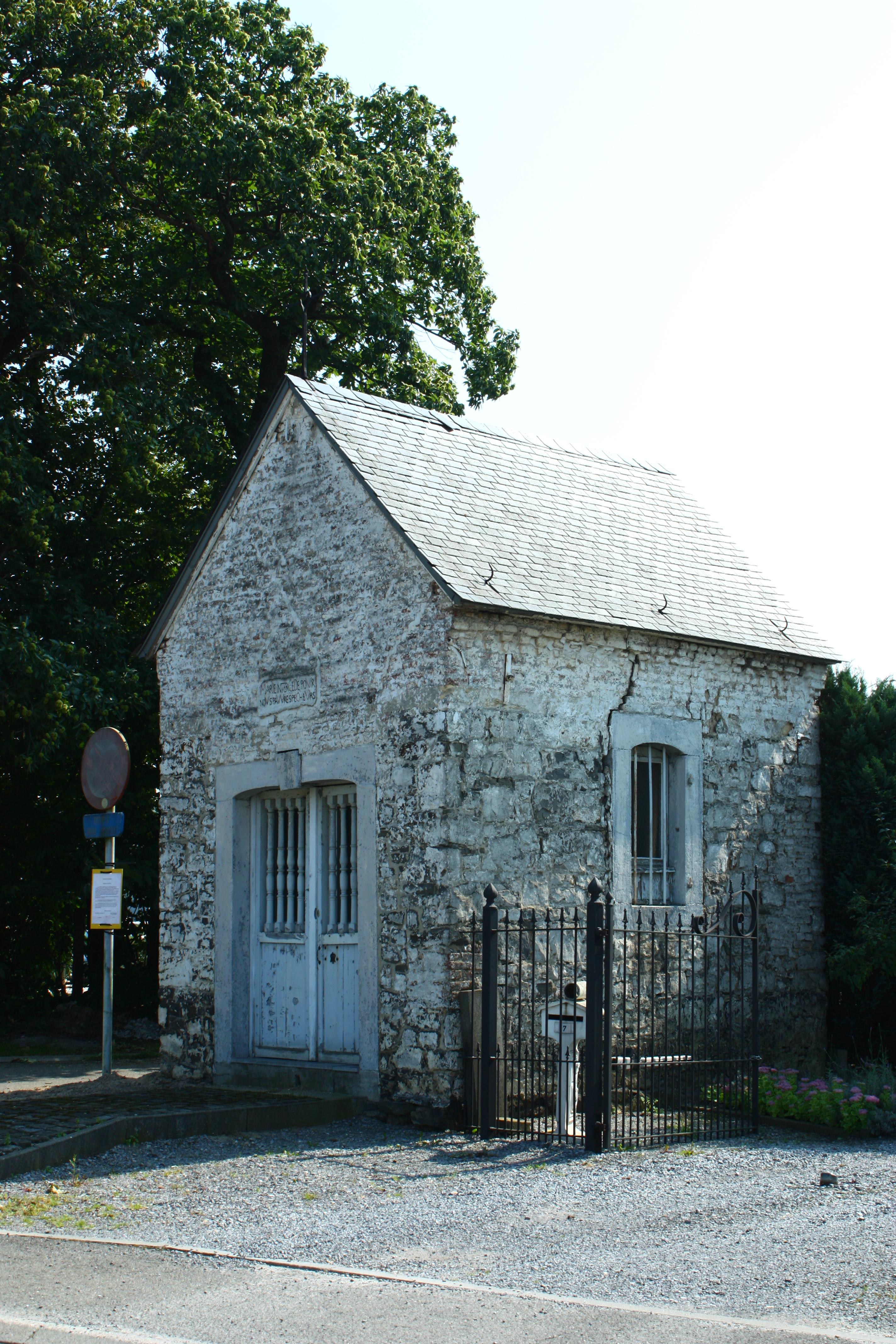
Onze-Lieve-Vrouw-van-Bijstandkapel
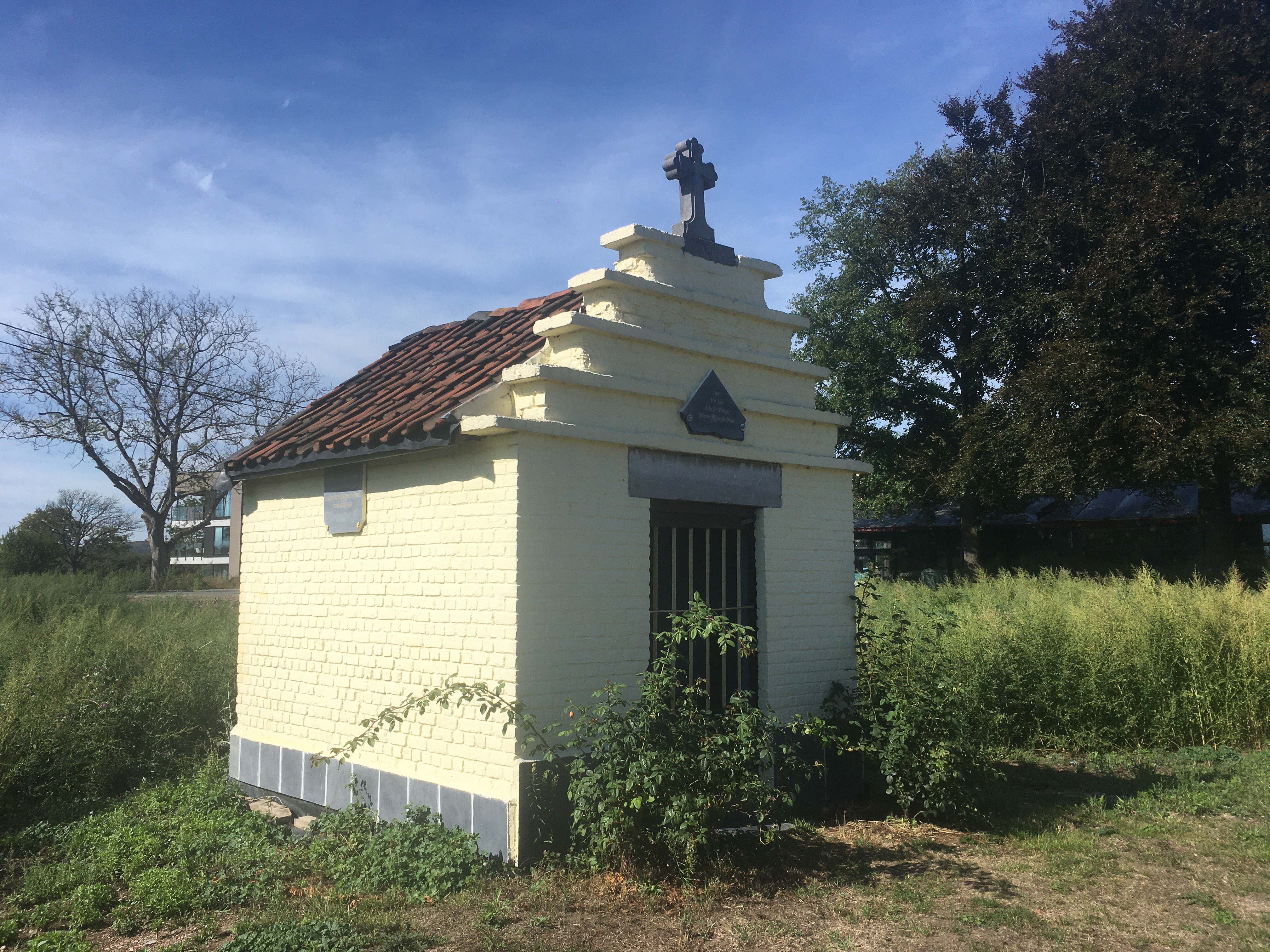
Een andere Mariakapel
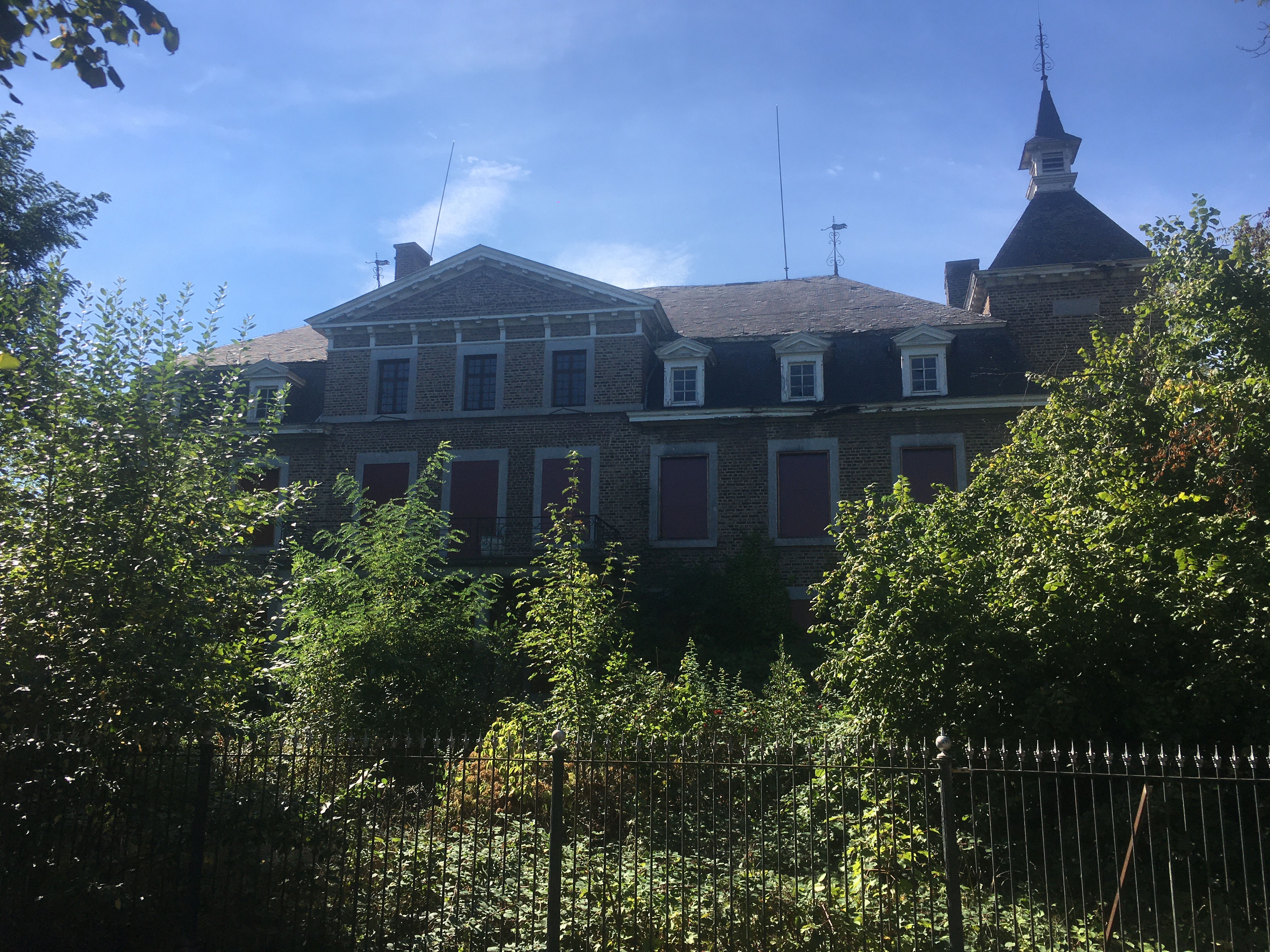
Villa Dossin
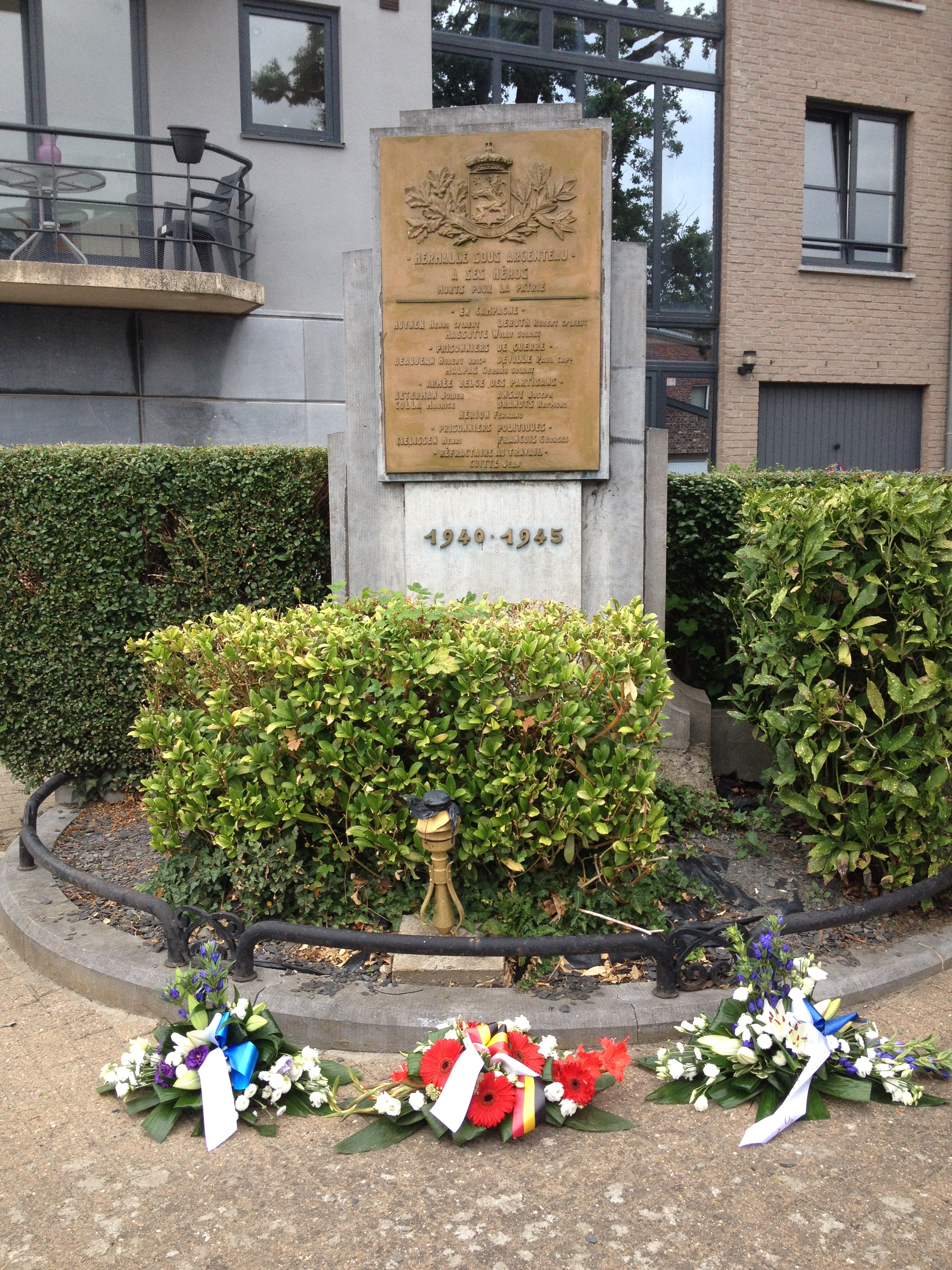
Oorlogsmonument
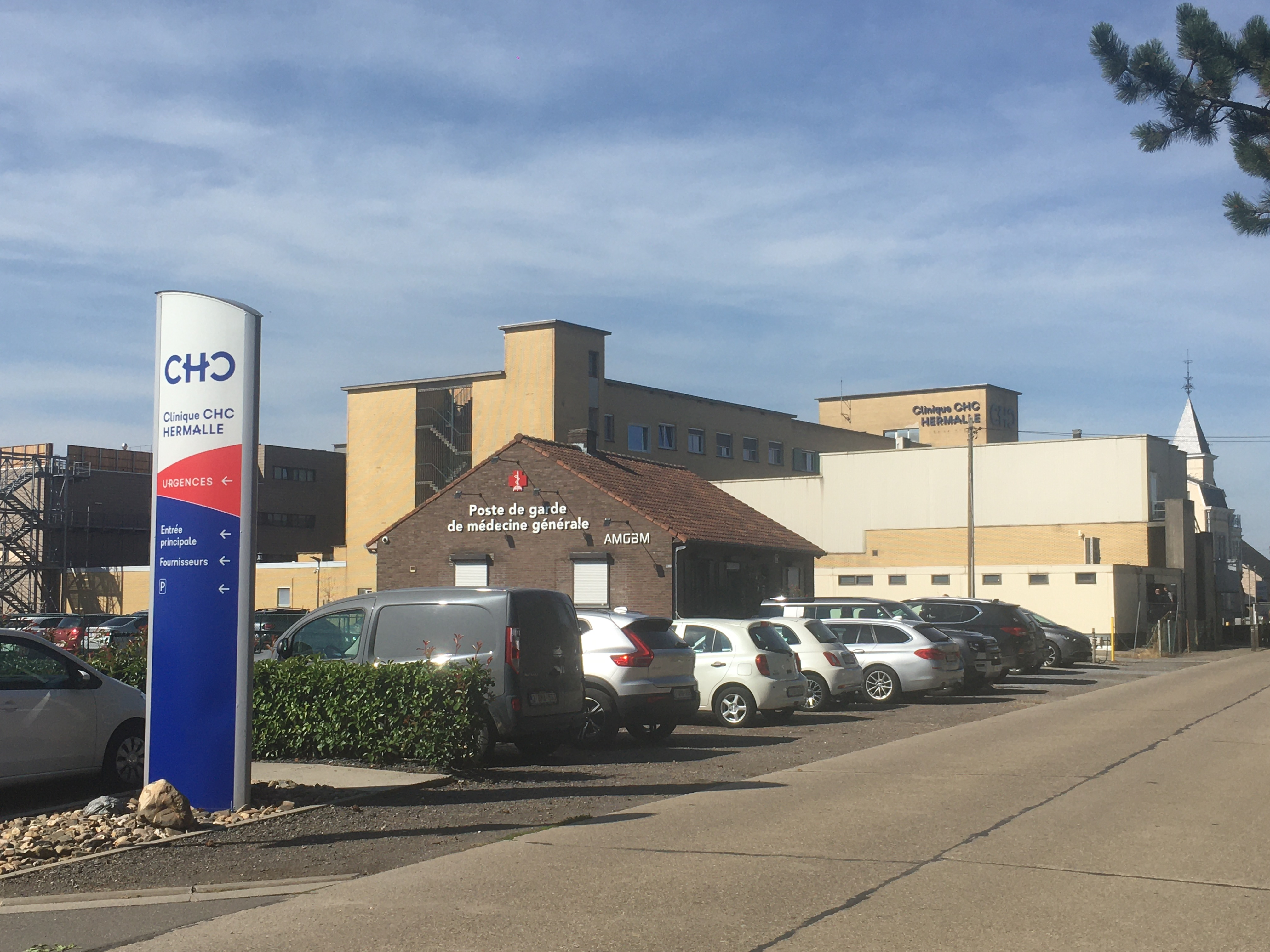
Clinique CHC Hermalle
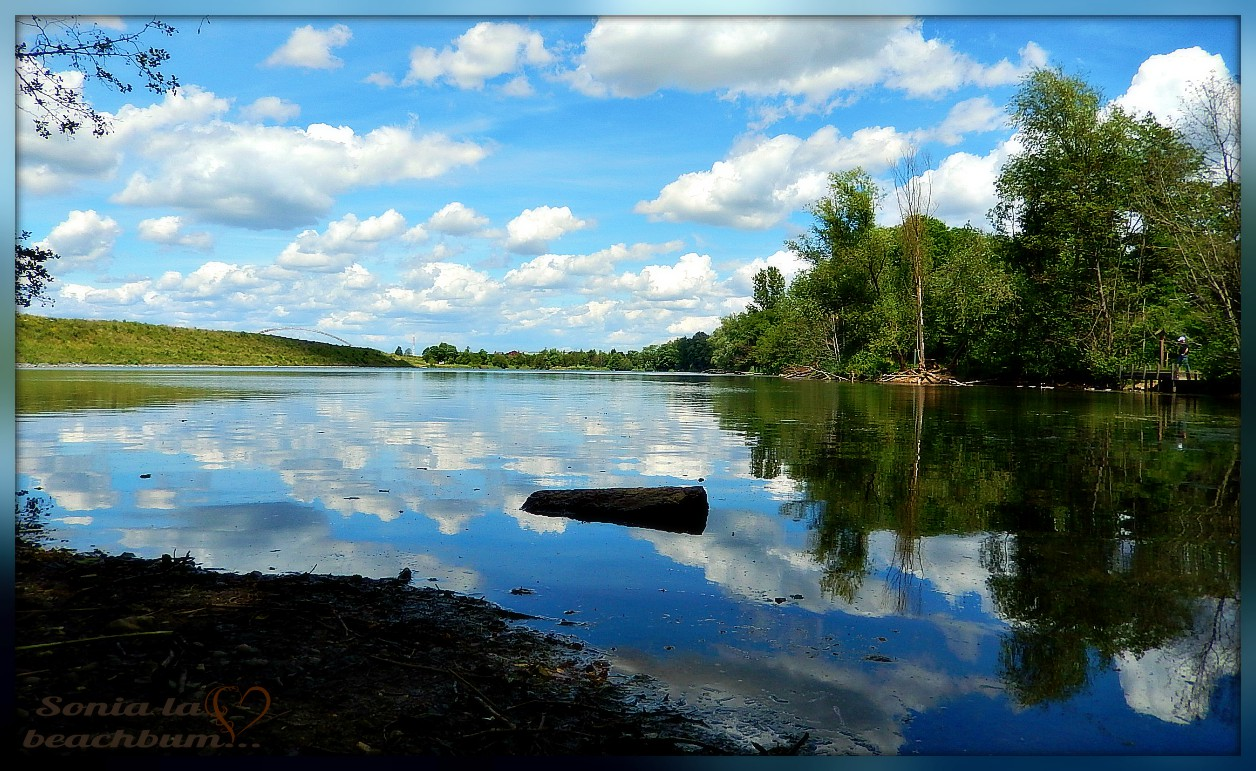
Natuurgebied La gravière Brock
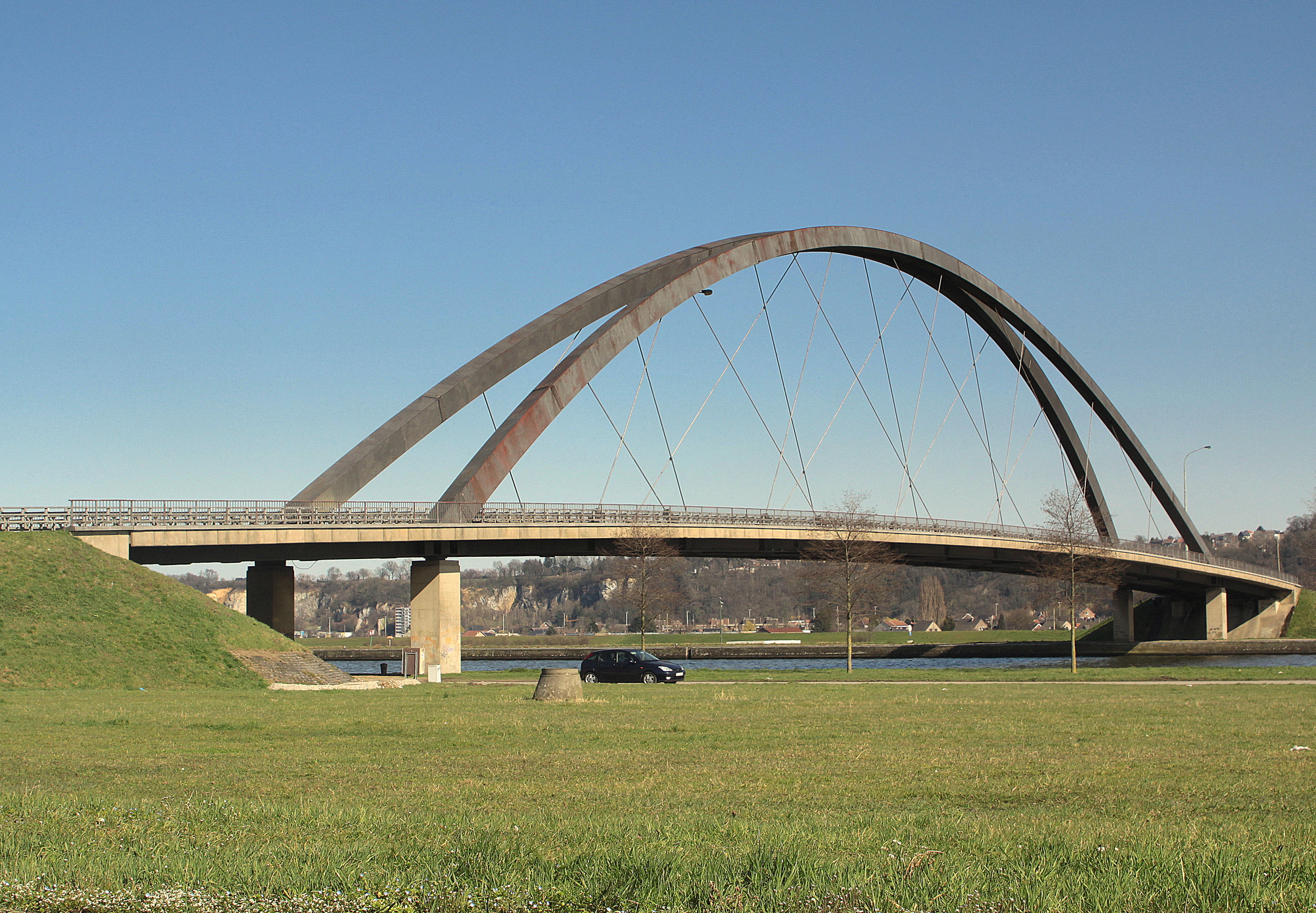
Brug over het Albertkanaal

## Nabijgelegen kernen
Oupeye, Vivegnis, Richelle, Argenteau, Devant-le-Pont